# Pinushydra chiquitita
Pinushydra chiquitita är en nässeldjursart som beskrevs av Bouillon och Grohmann 1990. Pinushydra chiquitita ingår i släktet Pinushydra och familjen Euphysidae. Inga underarter finns listade i Catalogue of Life.